# Зігмунд фон Імгофф
Барон Вільгельм Марія Зігмунд Генріх фон Імгофф (нім. Wilhelm Maria Sigmund Heinrich Freiherr von Imhoff; 30 червня 1881, Мец — 7 липня 1967, Фархант) — німецький офіцер, генерал-майор поліції і люфтваффе.

## Біографія
Представник давнього баварського роду. Син оберста Баварської армії барона Густава фон Імгоффа (1847–1897) і його дружини Генрієтти, уродженої Бегайм фон Шварцбах (1849–1917). Старша сестра Генрієтта (1874) вийшла заміж за майбутнього генерал-лейтенанта вермахту барона Еріха фон Боцгайма.
В 1900 році вступив в Баварську армію. Учасник Першої світової війни, 2-й ад'ютант 5-ї піхотної дивізії, потім — ад'ютант 5-ї польової артилерійської бригади і командир дивізіону 12-го польового артилерійського полку. В 1920 році звільнений з армії і вступив в Баварську земельну поліцію. В 1923 році служив в командуванні поліції. Імгофф був проінформований про підготовку фрайкору «Оберланд» до путчу, тому 8 листопада 1923 року наказав земельним поліцейським зайняти стратегічно важливі позиції в Мюнхені і зв'язався з начальником поліції Густавом фон Каром. Наступного дня путч був придушений. 3 квітня 1933 року звільнений у відставку. Під час Другої світової війни призваний в люфтваффе, служив у відділенні абверу в 7-му військовому окрузі.

## Сім'я
26 вересня 1907 року одружив в Страсбурзі з баронесою Туснельдоб фон унд цу Бібра. В пари народились 2 сини:
- Зігмунд (1908–1941) — майор Генштабу вермахту, 1-й офіцер Генштабу 44-ї піхотної дивізії. Загинув у бою під час Німецько-радянської війни.[1]
- Гюнтер (1916)